# Ochosi
| Farben | Blau und Gelb |
| Zahlen | 7             |

Ochosi (Òsóòsì; Oxóssi) ist in der Religion der Yoruba und in den davon abgeleiteten afroamerikanischen Religionen der archaische Jäger mit Pfeil und Bogen, der Orisha der Jagd. Er jagt mit Pfeil und Bogen und trifft immer ins Schwarze. Auf der Jagd ist er ein Einzelgänger, aber mit seiner Beute trägt er zur Gemeinschaft bei. Er ist lebendig, beweglich, klug, bescheiden und aufrichtig.
Im übertragenen Sinne steht Ochosi für Zielgerichtetheit, Zielstrebigkeit und Konzentration, der dem Menschen die Ausdauer bei der Verfolgung seiner Ideen und Projekte verleiht.
Ochosi ist auch der Orisha der Gefangenschaft und der Gefängnisse. Er gehört mit Eshu und Ogún zu den Orishas, die in der Initiation der guerreros empfangen werden.
Im brasilianischen Candomblé ist Oxóssi synkretistisch mit St. Georg (in Bahia) und St. Sebastian (in zentral/süd/südost Brasilien) verbunden. Sein Gruß ist Okê Arô, seine Farbe Grün oder Blau, sein Zeichen Pfeil und Bogen (Ofá) und sein Tag der Donnerstag.